# Димитар Несторов
Др Димитар Несторов (Струга, 10. јун 1890 - Ниш, 7. фебруар 1968) био је македонски и југословенски лекар, друштвени научник и друштвено-политички радник НР Македоније.

## Биографија
Основно образовање стекао је у Струги, а класичну гимназију завршио у Битољу. Затим је предавао у родној Струги. Током Првог балканског рата, учествовао је као добровољац у Македонско-одринском устанку и био одликован бугарским Орденом за војне заслуге. Затим је отишао у Швајцарску где је у Женеви студирао на Медицинском факултету који је дипломирао 1918. године. Након дипломирања, остаје у Швајцарској још две године због потреба његовог интензивног ангажовања у политичком деловању македонске интелигенције у Швајцарској. За то време био је секретар Главног одбора македонских друштава у Швајцарској. У тој улози покушао је да утиче на релевантне међународне форуме у Европи за праведно решење Македонског питања, афирмишући право Македонаца да слободно располажу својом судбином. Несторов је аутор прогласа македонске интелигенције из Швајцарске „La femille“ објављеног септембра 1918. године. У апелу се шира међународна јавност обавештава о оснивању "Македонског друштва за независну Македонију и за њен препород на федералној основи у складу са Лигом народа".
У Стругу се вратио 1920. и после служења војног рока започео је приватну лекарску праксу у Битољу. Од 1932. до 1941. радио је као начелник санитарног одељења општине Битољ.
За време окупације од 1941. до 1944. године био је начелник окружне хигијенске лабораторије у Битољу. Године 1941, као напредни народни лекар под утицајем Комунистичке партије и уз лично залагање Стива Наумова, изабран је за председника Читалачког центра у Битољу, а др Трифун Паноски је изабран за потпредседника. Читаоница је на овај начин била уклоњена од утицаја пробугарских домаћих колаборатора. Читаоница је током рата била центар за ширење напредних патриотских и револуционарних идеја.
Године 1943, у дому др Несторова у Битољу формиран је Народноослободилачки одбор, који је постепено прерастао у прави орган народне власти. Деловао је илегално, обезбеђујући потребе бораца и штабова 49. дивизије и 7. македонске бригаде. Због ове револуционарне активности др Несторов је био интерниран од бугарских окупационих власти у логор Чучулигово у Пиринској Македонији, где је остао годину дана. По повратку у Битољ наставља да ради као лекар, уз учешће у антифашистичким активностима и НОБ-у у Македонији. Октобра 1944. био је кооптиран за члана АСНОМ-а из Битоља. На Другом заседању АСНОМ-а 1945. године изабран је за потпредседника Председништва АСНОМ-а. У међувремену, је одлуком Председништва АВНОЈ-а, одликован Орденом заслуга за народ другог реда за постигнуте резултате у раду.
Од 1946. до 1948. биран је за министра без портфеља у Влади ФНРЈ у Београду и истовремено обављао дужност првог министра здравља као председник Савезног комитета за јавно Здравство ФНРЈ. У тој улози федералног министра здравља потписао је одлуку о оснивању Медицинског факултета у Скопљу и Сарајеву. Дана 31. децембра 1947. изабран је за председника Народног собрања НР Македоније. На овој дужности остао је до краја мандата 1951. године. Радни век је наставио као активни лекар у Демир Хисару и Битољу, где је неколико година био управник Дома здравља, и радио као дерматовенеролог до пензионисања 1964. године.
Др Димитар Несторов преминуо је у Нишу 7. фебруара 1968. године у кући своје ћерке, проф др Љиљане Несторове Милојевић. Према жељи из тестамента сахрањен је у Битољу са високим почастима Дома здравља, Савеза бораца НОР-а и грађана Битоља.